# القوس للتعددية الجنسية والجندرية
القوس للتعددية الجنسية والجندرية في المجتمع الفلسطيني، أو باسمها المختصر القوس، هي منظمة مجتمع مدني تنشط من أجل حقوق مجتمع الميم الفلسطيني، تقدم الدعم والرعاية لأشخاص يعيشون توجّهات جنسيّة وجندريّة مختلفة.
تعمل الجمعية على زيادة الوعي الاجتماعي تجاه التنوع الجنسي والجندري في المجتمع الفلسطيني وتحديد احتياجاته والاستجابة لها. إضافة إلى عملها من أجل توفير حيّز آمن وإطار داعم للفلسطينيين من المِثْليّات والمِثْليّين وثنائيّي الميول الجنسيّة والعابرات والعابرين والمتسائلات والمتسائلين.
بدأت القوس عملها الممأسَس في تشرين الثاني/نوفمبر عام 2007، وذلك بعد نشاط دام أكثر من ستّ سنوات كمشروع حراكي في مدينة القدس منذ أواخر عام 2001. هذا التحوّل، من مشروع محلي إلى منظمة مستقلة تخدم الفلسطينيين، كان المرحلة الأولى في تنظيم عمل القوس ونشاطه في قضايا التعدّديّة الجنسيّة والجندريّة، عن طريق إستراتيجيّات متعدّدة اختيرت من خلال قراءة الحقل وتحليله من قِبل قيادات وناشطي القوس.[بحاجة لمصدر]
تنشط القوس اليوم في ثلاث مراكز، في حيفا، في يافا، في القدس.
الجمعية مسجلة في سجل الجمعيات التابع لوزارة العدل الإسرائيلية.

## نشاطات الجمعية
تسعى كافة نشاطات القوس إلى توفير مساحات مفتوحة للتوعية والحوار والإبداع حول مواضيع جنسانية واجتماعية وسياسية لأشخاص يعيشون توجهات جنسية وجندرية مختلفة ولمجموعات مثلية وكويرية نشيطة في مجالات مختلفة، وذلك من خلال ندوات، وأيام دراسية، وورشات تدريبية، وحملات، وبيانات، ودراسات ميدانية، ومجموعات شبابية وحفلات.
أحد المشاريع الثابتة في الجمعية هو مشروع الدعم والاستشارة الذي يوفر مجموعات دعم، وخدمات نفسية فردية، وخدمة الخط للإصغاء والمعلومات التي تأسست في العام 2009، وهو خط دعم محلي عبر الهاتف أو الدردشة.
نسقت الجمعية خلال سنوات نشاطها حملات توعية عبر وسائل التواصل الاجتماعي. من أبرز مشاريعها في الثقافة البصرية والمسموعة هو الأسطوانة الموسيقية «غنّي عن التّعريف»، وهو مشروع أطلقته الجمعية في 25 مايو 2013، ويتناول المشروع التعددية الجنسية والجندرية في المجتمع الفلسطيني من خلال أغاني شارك في تأليفها وتنفيذها 80 من الفنانين والفنانات والنشطاء الفلسطينيين. ظهرت إحدى أغاني المشروع، مناكير من غناء وتأليف هيا زعاترة، في الموسم الأول من مسلسل مدرسة الروابي للبنات. ساهم في المشروع فنانون وفنانات من الضفة الغربية والقدس وحيفا والشتات.
تتحالف القوس مع منظمات حقوق إنسان وحقوق مدنية ومؤسسات ثقافية مختلفة تعمل في الضفة الغربية وتعمل من أجل حقوق الأقلية الفلسطينية في إسرائيل لأن مجتمع المثليين الفلسطيني لامركزي ويتمتع المنتسبين إليه بحقوق مختلفة، حرية الرأي وحرية الحركة. تجري الجمعية دراسات ميدانية تعدّها أحيانًا بتعاون مع مؤسسات أهلية فلسطينية وعالمية مثل مؤسسة هينرش بل ومدى الكرمل وموقع جدليّة. من بينها دراسة رصدت المواقف والتحولات في الإعلام المحلي الفلسطيني من التعددية الجنسية والجندرية.